# Riksorganisationen för ett drogfritt Sverige
Riksorganisationen för ett drogfritt Sverige eller Drogfritt.nu är en svensk ideell förening som arbetar mot missbruk av narkotika. Den är enligt egen utsago "opolitisk och icke-religiös" men har kritiserats för kopplingar till scientologirörelsen. Föreningen bildades 1992 och arbetar över hela Sverige. 
I SVT-programmet Uppdrag granskning påvisades 2008 att organisationen har starka kopplingar till Scientologikyrkan, främst genom ett nära samarbete med Narconon, som är en av Scientologirörelsens frontorganisationer. Åsa Graaf och Michael Nielsen från Riksorganisationen för ett drogfritt Sverige har mottagit International Association of Scientologists medalj "Freedom Medal".
Svenska Dagbladet följde Drogfritt i en serie artiklar i maj 2012 och kunde påvisa att ett flertal svenska skolor har köpt undervisning om droger av Drogfritt, och att informationen från Drogfritt innehåller grova faktafel. Bland annat påstod en av organisationens föreläsare, Alexander Breeze, att "allt från nikotin till heroin, att man då plötsligt kan visa positivt på drogtester efter decennier som drogfri och att det är en av orsakerna till att människor återfaller i missbruk", vilket dementerades av experter liksom påståendet om att antidepressiva läkemedel skulle vara beroendeframkallande.